# Vosná
Vosná (německy Wosna) je malá vesnice, část obce Šebířov v okrese Tábor v Jihočeském kraji. Nachází se asi 2,5 kilometru severozápadně od Šebířova. Vosná leží v katastrálním území Křekovice u Vyšetic o výměře 6,89 km².

## Historie
První písemná zmínka o vesnici pochází z roku 1318.

## Obyvatelstvo
| Rok            | 1869 | 1880 | 1890 | 1900 | 1910 | 1921 | 1930 | 1950 | 1961 | 1970 | 1980 | 1991 | 2001 | 2011 | 2021 |
| -------------- | ---- | ---- | ---- | ---- | ---- | ---- | ---- | ---- | ---- | ---- | ---- | ---- | ---- | ---- | ---- |
| Počet obyvatel | 88   | 93   | 92   | 81   | 90   | 90   | 71   | 58   | 52   | 46   | 44   | 29   | 18   | 17   | 15   |
| Počet domů     | 18   | 13   | 18   | 18   | 13   | 13   | 13   | 13   | 13   | 10   | 11   | 12   | 11   | 11   | 7    |

## Obecní správa
Při sčítání lidu v letech 1850–1929 Vosná byla osadou obce Šebířov v okrese Tábor. V letech 1930–1963 byla osadou obce Záříčí u Mladé Vožice, se kterým patřila nejprve do okresu Tábor, ale v roce 1950 v okrese Votice. V letech 1964–1971 byla částí obce Křekovice v okrese Tábor. Od 26. listopadu 1971 do 30. června 1974 byla částí obce Vyšetice v okrese Tábor, kdy se konaly obecní volby. Od 1. července 1974 je opět částí obce Šebířov v okrese Tábor.